# كيم بيتراس
كيم بيتراس (مواليد 27 أغسطس 1992) هي مغنية ألمانية مقيمة في لوس أنجلوس، بدأت مشوارها الغنائي عام 2008 وفي 2021 وقعت عقد مع ريبابليك ريكوردز.

## روابط خارجية
- كيم بيتراس على موقع IMDb (الإنجليزية)
- كيم بيتراس على موقع ميوزك برينز (الإنجليزية)
- كيم بيتراس على موقع ديسكوغز (الإنجليزية)
- كيم بيتراس على موقع قاعدة بيانات الفيلم (الإنجليزية)
- كيم بيتراس على موقع كينوبويسك (الروسية)